# Alcalá de los Gazules
Alcalá de los Gazules è un comune spagnolo di 5 735 abitanti situato nella comunità autonoma dell'Andalusia, al centro della provincia di Cádice.

## Geografia fisica
Ubicato al termine della sierra di Cadice, forma parte della cosiddetta via del Toro. Dista 70 km da Cadice, 56 da Algeciras e 25 da Medina. È posto al centro della provincia di Cadice nella Campiña de Medina entro il Parque Natural de los Alcomocales

## Storia
Dai graffiti rupestri della Lajà de los Hierros e da altri ritrovamenti archeologici si deduce che risalgono al Paleolitico le prime presenze umanne
nella zona.
La prima notizia storica di insediamenti stabili, è del 189 a.C. durante la colonizzazione romana. Ai Romani seguirono prima i Vandali e poi i Visigoti, e dall'VIII secolo divenne parte di al Andalus.
La stessa etimologia del nome risale alla dominazione musulmana quando la località abitata iniziò a chiamarsi Qalat at Yazula, o Castillo de los Gazules. Il re di Castiglia Alfonso X, detto il Saggio in una sua cronaca sulla riconquista nel 1264 la cita già col suo nome attuale Alcalà de los Gazules.
Il paese finì poi sotto la signoria dei Ribera duchi di Alcalà. Nei secoli XVII e XIII si arricchì di edifici religiosi e civili che rendono il complesso urbano molto gradevole considerato esempio tipico di centro dell'Andalusia come da questo punto di vista fa anche il celebre poeta e drammaturgo andaluso García Lorca (1898-1936) che in un suo scritto la mette alla pari con le più note e famose città dell'Andalusia. Agli inizi del XIX secolo Alcalà subì le ruberie e le malversazioni delle truppe napoleoniche che fecero anche saltare in aria il Castello di costruzione araba su fondamenta romana del quale oggi non rimane che parte della Torre de Homerias e qualche torrione.
Nel 1876 il re Alfonso XI concede il titolo di città con la possibilità di nominare un consiglio che la governi. Nel 1905 il casco antiguo, cioè il centro storico è dichiarato Conjunto historico-artistico con il vincolo della conservazione.

## Società

### Evoluzione demografica
Evoluzione della popolazione dal 1900.

## Economia
Le sue maggiori entrate sono il turismo e l'agricoltura. L'artigianato tipico è quello delle sedie di legno e della lavorazione delle palme per la produzione di cesti, borse, sporte, stuoie ecc.

## Monumenti e località d'interesse
- Yacimento Lajà de los Hierros di cui si è detto
- Yacimento romano de la Mesa de Esparragal con numerosi resti
- Depositos Romanos de la Sabadacon molti oggetti trovati negli scavi
- Casa del Cabildo del secolo XVI
- Castillo del quale restano poche cose, parte della cinta muraria con una porta del paese
- Los Pozos sono tre pozzi risalenti al periodo arabo per l'irrigazione dei campi
- Fuente de Sabada di origine romana per fornire acqua al centro abitato
- Puente romano
- Casa señorale, case signorili barocche in varie strade
- Las tres torres, torre del convento delle Clarisse e due torrioni dei resti del castello
- Iglesia mayor de San Jorger chiesa gotico rinascimentale dei secoli XVI

e XVIII
- Iglesia de San Francisco detta anche della Vittoria del XVII secolo
- Ermita - santuario de N.tra S.ra de los Santosfondata nel XIV secolo poi modificata nel XVII
- Convento de Santa Clara dei secoli XVI-XVII
- Convento de santo Domingo del secolo XVI in stile tardogotico.

## Feste
La feste più importanti sono quelle della Settimana Santa che vede alla domenica delle palme la bambini vestiti con abiti di foggia ebraica antica e poi nei giorni successivi le processioni con i pasos delle varie confraternite in cui i partecipanti indossano tunica, cintura, mantello e cappuccio dei colori della tradizione per la confraternita stessa. Il silenzio delle processioni è interrotto solo dalle saetas invocazioni d'amore per Gesù e la madonna modulate secondo il cante jondo dei cantori specializzati. La festa secondo l'uso di Spagna segue la romeria de N.tra S.ra de los santos, pellegrinaggio all'ermita che dopo i riti religiosi si trasforma in una scampagnata con pranzo collettivo all'aperto, musica, danze e giochi. Si svolge inoltre la Festividad dei San Jorge in cui si commemorano San giorgio e l'entrata in città di Alfonso X nei giorni 22,23,24 di aprile con cerimonie religiose e rappresentazioni dell'avvenimento.
Inoltre ci sono la Feria de Agosto, il Festival Internacional de Musica de Al-Kalat e il Mercado Andalusi il primo dell'Andalusia nei giorni dall'11 al 14 agosto con orario dalle ventuno all'una di notte.